# Centrale géothermique de Krafla
La centrale de kalifa  (en islandais Kröflustöð) est une centrale géothermique détenue et opérée par Landsvirkjun. Elle est située près du volcan Krafla, à proximité du lac Mývatn, dans le nord-est de l'Islande. Construite entre 1974 et 1977, c'est la première centrale géothermique de grande échelle, après le succès de la centrale géothermique de Bjarnarflag en 1969, située à quelques kilomètres seulement.

## Histoire
La centrale de Bjarnarflag en 1969 montra au pays la possibilité d'utiliser l'abondante géothermie pour produire de l'électricité, en plus du chauffage. En 1974, des forages d'essais commencèrent dans la zone de Krafla. Les travaux de construction à proprement parler débutèrent l'année suivante, incluant de nouveaux forages, la construction de la centrale et l'installation des lignes de transmission vers Akureyri, la plus grande ville du nord du pays. Deux turbines de 30 MW furent achetées.
Cependant, entre décembre 1975 et septembre 1984, la région fut en proie à une importante activité volcanique, dont témoigne la coulée de lave Leirhnjúkshraun. Cette éruption injecta des gaz volcaniques dans le réservoir géothermique, ce qui entraîna une rapide corrosion des puits. Ceci causa des problèmes dans l'arrivée de la vapeur et repoussa le début de la production électrique en février 1978, bien que la première turbine ait été installée en août 1977. De plus, la production était réduite à environ 8 MW. La turbine ne commença à tourner à plein régime qu'en 1982. Du fait de toutes ces difficultés, la deuxième turbine ne fut installée que 20 ans après la première, en 1997.

## Impact
Ces problèmes augmentèrent le coût de construction, qui dépassa largement les prévisions. Ceci a généré une certaine méfiance envers la géothermie comme source d'électricité. Ceci, allié à la faible croissance de la demande énergétique à l'époque, a conduit à un certain ralentissement du développement géothermique. Cependant, cette centrale augmenta fortement la connaissance technologique dans le domaine, et, lorsque dans les années 1990 de nombreuses industries consommatrices en énergie s'installèrent en Islande, la géothermie se développa de nouveau, jusqu'à atteindre de nos jours environ 20 % de la production électrique islandaise.